# Zawiszyn (województwo mazowieckie)
Zawiszyn – wieś w Polsce, położona w województwie mazowieckim, w powiecie wołomińskim, w gminie Jadów. Ma status sołectwa. Leży nad rzeką Liwiec.
| SIMC    | Nazwa    | Rodzaj     |
| ------- | -------- | ---------- |
| 0673450 | Owsianka | przysiółek |

W latach 1975–1998 wieś należała administracyjnie do województwa siedleckiego.
W pobliżu wsi grodzisko – miejsce, gdzie na wyspie otoczonej fosą stał w XVI wieku obronny gród zbudowany przez starostę królowej Bony Mikołaja Zawiszę. W tym miejscu znajduje się kapliczka z początków XIX wieku oraz ośmiorak – pozostałość po zabudowaniach dworskich z końca XIX wieku. Budowę kapliczki wiąże się z miejscową legendą, według której nocą w ruinach dworu widywano męską postać wysypującą złote dukaty ze szkatuły. W obawie przed złym działaniem zjawy postanowiono ufundować kapliczkę.
Wierni Kościoła rzymskokatolickiego należą do parafii św. Jakuba Apostoła w Jadowie.